# 2006 en aéronautique
Chronologie de l'aéronautique
- 2002
- 2003
- 2004
- 2005
- 2006
- 2007
- 2008
- 2009
- 2010

Cet article présente les faits marquants de l'année 2006 en aéronautique.

## Événements

### Janvier
- 17 janvier : pour la cinquième année consécutive, Airbus garde une courte tête d'avance sur Boeing en matière de commandes d'avions civils : 1055 commandes en 2005 pour Airbus contre 1002 pour Boeing.
- 19 janvier : Jet Airways annonce le rachat d'Air Sahara, créant la plus grande compagnie aérienne domestique d'Inde.
- 19 janvier : crash en Slovaquie d'un vol militaire slovaque Antonov An-24

### Février
- 1er février : UAL. Corp, compagnie parente d'United Airlines n'est plus en situation de cessation de paiements. Elle y était depuis le 2 décembre 2002.
- 11 février : Steve Fossett bat le record de la plus grande distance parcourue en vol en décollant de Cap Canaveral le 8 février et en atterrissant dans la région du Kent en Angleterre après avoir volé pour 76 heures et 45 minutes et parcouru 42 469,46 km.
- 14 février : ECM rachète la société EADS Sogerma Drawings, filiale d'EADS Sogerma.
- 16 février : l'aéroport de Kobe, construit sur une île artificielle, entre en service à Kobe au Japon.

### Mars
- 25 mars : un moteur révolutionnaire utilisant un statoréacteur à combustion supersonique et conçu pour voler à 7 fois la vitesse du son, le Hyshot III, est testé avec succès à Woomera, Australie.

### Avril
- 1er avril : Swiss International Air Lines et South African Airways rejoignent la Star Alliance.

### Mai
- 2 mai : début du procès du crash du Mont Sainte-Odile à Colmar.
- 3 mai : crash du vol 967 Armavia en Russie juste avant son atterrissage à l'aéroport international de Sotchi.
- 6 mai : l'U.S. Air Force met à la retraite le dernier Lockheed Martin C 141 StarLifter, le Hanoi Taxi atterrit pour la dernière fois et est reçu par le National Museum of the United States Air Force.
- 18 mai : l'Airbus A380 atterrit pour la première fois à l'aéroport de Londres Heathrow.
- 23 mai : deux avions de chasse grec et turc entrent en collision au-dessus de la mer Égée. l'accident s'est déroulé alors que les 2 avions étaient engagés dans une simulation de combat aérien.

### Juin
- 3 juin : crash d'un prototype d'avion-radar KJ-200 de la force aérienne chinoise dans le Xian de Guangde faisant plus de 40 morts.
- 14 juin : EADS annonce des retards de six à sept mois dans la livraison d'Airbus A380 à cause de difficultés techniques. En 2007, neuf unités seront livrées, au lieu de 25 prévues.

### Juillet
- 8 juillet : l'université de Toronto conduit le premier vol d'un ornithoptère.
- 9 juillet : le vol 778 Siberia Airlines crash à Irkoutsk, Russie, tuant 118 parmi les 192 passagers de l'avion.
- 10 juillet : les 45 passagers à bord du vol 688 PIA sont tués lors du crash au décollage à Multan, Pakistan.

### Août
- 10 août : un projet d'attentats sur les lignes aériennes transatlantiques est découvert et stoppé.
- 22 août : un Tupolev Tu-154 transportant 160 passagers et 10 membres d'équipage depuis le sud de la Russie vers Saint-Pétersbourg s'écrase en Ukraine. Il n'y a aucun survivant.
- 25 août : première sortie du RQ-4 Global Hawk Block 20 depuis l'usine Plant 42 de Northrop Grumman à Palmdale Californie.
- 27 août : le vol 5191 Comair, transportant 47 passagers et 3 membres d'équipage s'écrase dans le Kentucky après avoir décollé d'Atlanta. Il y a un survivant.
- 30 août : vol en escadrille de 4 avions A380.

### Septembre
- 1er septembre : le Tupolev Tu-154 du vol 945 Iran Air Tours s'écrase à l'atterrissage faisant 28 victimes.
- 4 septembre : l'Airbus A380 effectue avec succès son premier vol avec passagers.
- 9 septembre : premier vol du Boeing 747-400 Large Cargo Freighter.
- 29 septembre : le crash d'un Boeing 737-8EH, à 30 km de Peixoto Azevedo, Brésil, tue ses 154 passagers et membres d'équipage.

### Octobre
- 4 octobre : le dernier vol d'un Grumman F-14 Tomcat américain

- 29 octobre : le crash d'un Boeing 737-2B7 au décollage de l'Abuja International Airport, Nigéria, tue 96 de ses 105 passagers et membres d'équipage ainsi qu'une personne au sol.

## Premier vol

### Août
- 9 août : Drone BAE Skylynx II.